# Associação Naval 1º de Maio 2011-2012
Questa voce raccoglie le informazioni riguardanti l'Associação Naval 1º de Maio nelle competizioni ufficiali della stagione 2011-2012.

## Rosa
Fonte:
| N. |                       | Ruolo | Calciatore       |
| -- | --------------------- | ----- | ---------------- |
|    | Brasile (bandiera)    | P     | Guilherme        |
|    | Portogallo (bandiera) | P     | Ricardo Neves    |
|    | Portogallo (bandiera) | P     | Taborda          |
|    | Portogallo (bandiera) | D     | Carlitos         |
|    | Portogallo (bandiera) | D     | Carlos Fernandes |
|    | Portogallo (bandiera) | D     | Frechaut         |
|    | Brasile (bandiera)    | D     | Júnior Pereira   |
|    | Brasile (bandiera)    | D     | Leomar           |
|    | Portogallo (bandiera) | D     | Tiago Mesquita   |
|    | Brasile (bandiera)    | D     | Ricardo Ehle     |
|    | Brasile (bandiera)    | D     | Rogério          |
|    | Portogallo (bandiera) | D     | Zé Mário         |
|    | Brasile (bandiera)    | C     | Delson           |
|    | Brasile (bandiera)    | C     | Giuliano Amaral  |

| N. |                       | Ruolo | Calciatore       |
| -- | --------------------- | ----- | ---------------- |
|    | Portogallo (bandiera) | C     | Godinho          |
|    | Portogallo (bandiera) | C     | Hugo Santos      |
|    | Portogallo (bandiera) | C     | João Pedro       |
|    | Brasile (bandiera)    | C     | Leandrinho       |
|    | Capo Verde (bandiera) | C     | Sandro           |
|    | Portogallo (bandiera) | C     | Tiago Rosa       |
|    | Brasile (bandiera)    | C     | Williams         |
|    | Capo Verde (bandiera) | C     | Zé Rui           |
|    | Brasile (bandiera)    | A     | Fabiano Tanque   |
|    | Brasile (bandiera)    | A     | Michel Simplício |
|    | Francia (bandiera)    | A     | Robin Previtali  |
|    | Portogallo (bandiera) | A     | Roberto          |
|    | Bolivia (bandiera)    | A     | Edivaldo         |